# Estación Vail

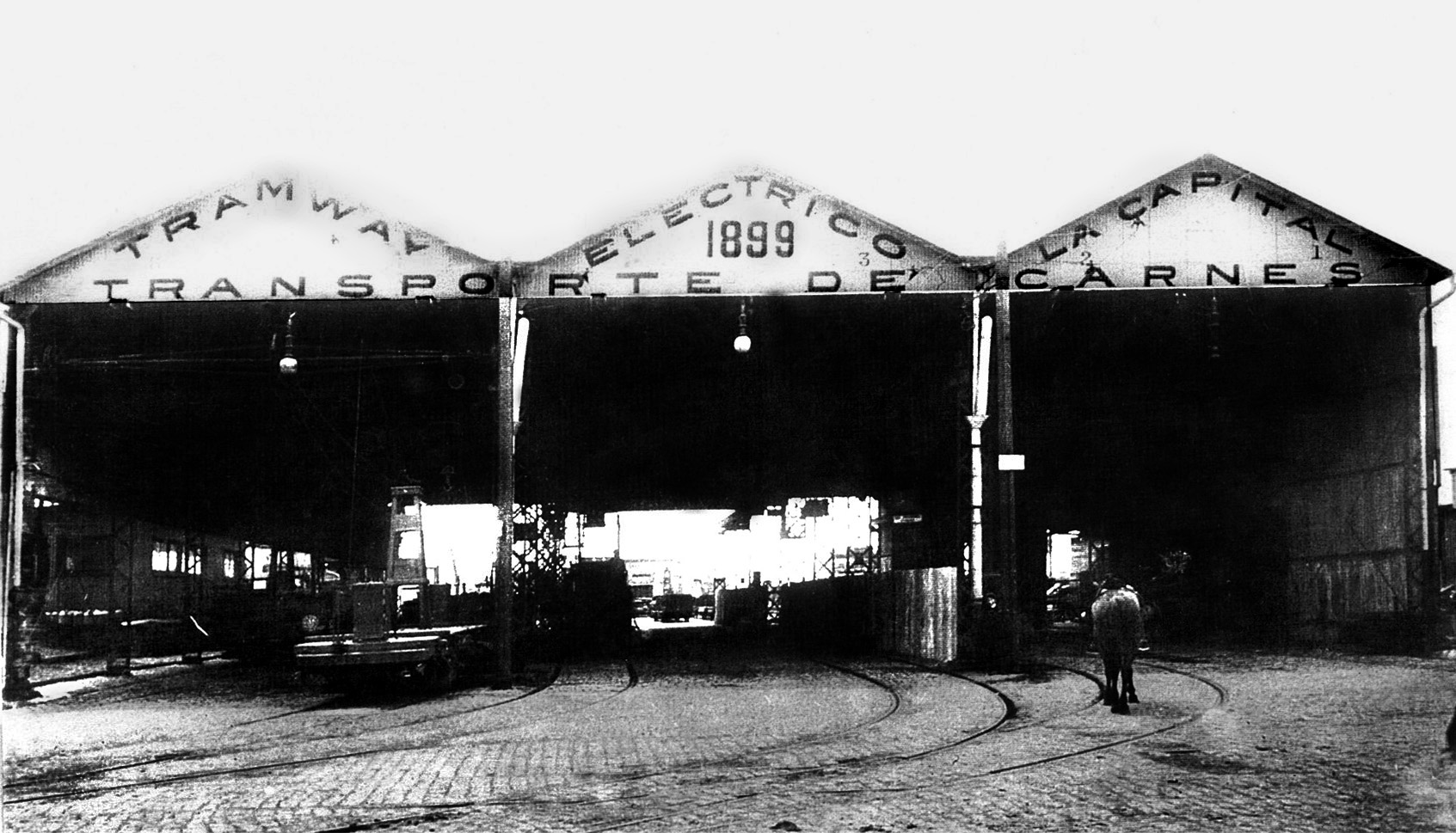
Naves de la estación Vail en 1900. Se observa la inscripción Transporte de carnes.

La estación Vail fue una estación tranviaria del barrio de Boedo de la Ciudad de Buenos Aires perteneciente a la Compañía de Tramways Anglo Argentina. Funcionó como tal entre 1897 y 1962, cuando tras la desaparición del servicio tranviario fue convertida en terminal y garaje de colectivos. Actualmente el predio es una plaza pública.

## Historia
En 1897 la Compañía de Tranvías La Capital construyó una parada con el nombre de estación Liniers en el predio delimitado por las calles Europa —actual Carlos Calvo—, Loria, Estados Unidos y Liniers. En forma contigua, lindante con la calle Loria, se construyó una estación de tres naves dotada con puentes grúa para la recepción de tranvías con contenedores de carne proveniente del Mercado de Mataderos, para ser distribuida recién faenada a los distintos puntos de distribución y consumo. También había una sección de caballerizas, eliminada cuando se electrificó el sistema tranviario. 
Años más tarde se cambió el nombre de la estación por Vail en homenaje a Theodore Vail, directivo de AT&T vinculado a los capitales que controlaban a La Capital. La estación Vail funcionó además como depósito de alistamiento de las unidades tranviarias. En 1908 La Capital fue absorbida por la empresa La Gran Nacional, que al año siguiente fue a su vez incorporada a la Compañía de Tramways Anglo Argentina. En el año 1912, la estación sufrió un incendio causado por el famoso asesino en serie Cayetano Santos Godino ("El Petiso Orejudo"), que fue controlado por los bomberos.

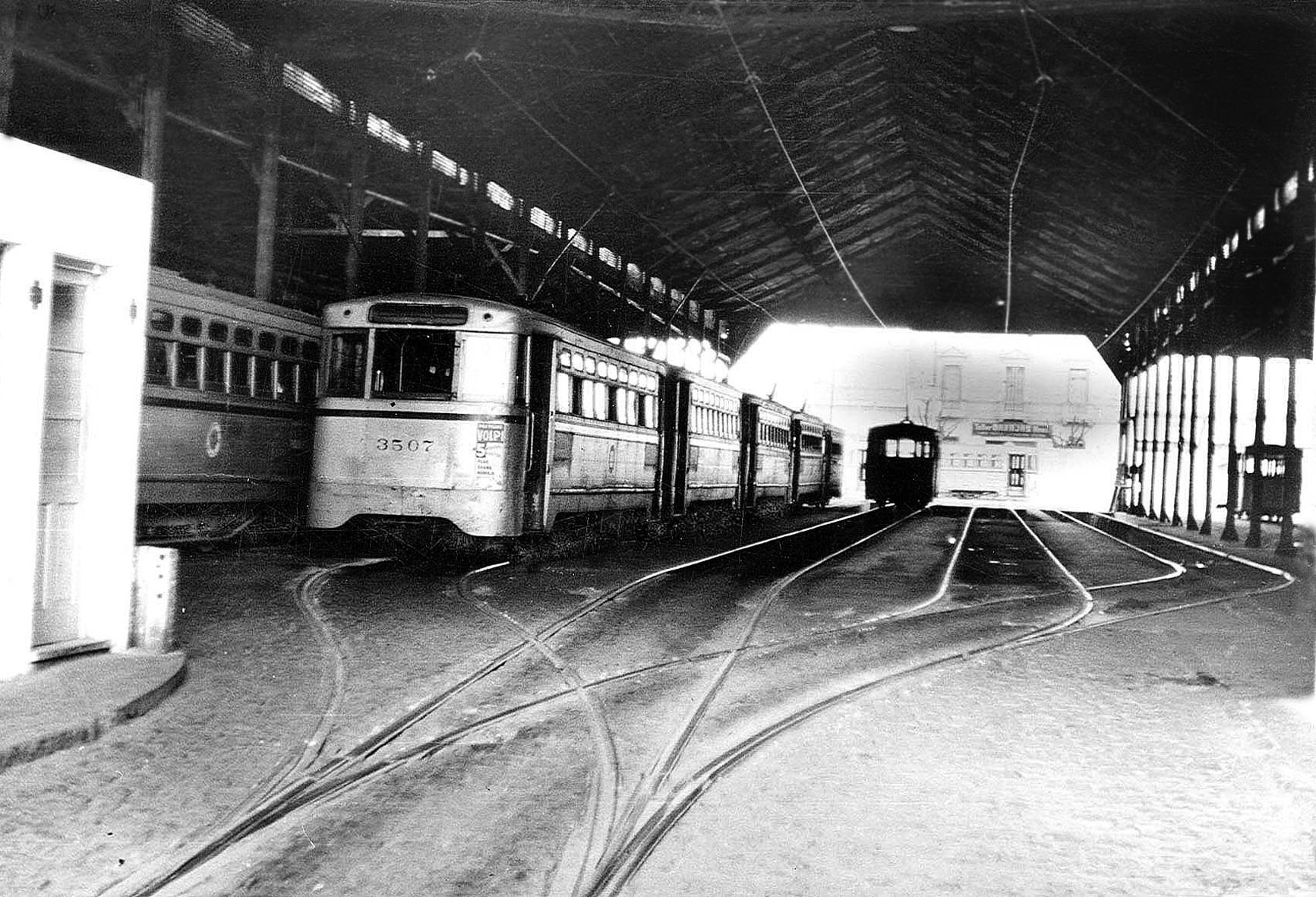
Interior de la estación Vail en sus últimos tiempos como instalación tranviaria, en 1961.

Entonces la estación Vail pasó a ser base de los coches Dick Kerr de la Anglo Argentina, llegando para la década de 1920 a alojar buena parte de la flota de 2150 unidades de la empresa. En 1941 las instalaciones pasaron a ser administradas por la Corporación de Transportes de la Ciudad de Buenos Aires, entidad paraestatal que se hizo cargo de todo el transporte metropolitano a excepción de las líneas ferroviarias. Para 1949 utilizaban la estación Vail las líneas de tranvías 23, 26, 43, 46, 48, 50 y 76.
En 1962 el presidente Arturo Frondizi dispuso el levantamiento de todos los servicios de tranvías prestados hasta el momento por Transportes de Buenos Aires, empresa del Estado que reemplazó a la Corporación de Transportes. Entonces la estación Vail pasó a ser utilizada como garaje de la empresa Transportistas Asociados Vail, prestataria de los servicios de las líneas 8, 9, 56 y 73 de colectivos. En 1970 un expendiente de la Municipalidad recomendó su expropiación para destinarla a espacio verde, iniciativa que no prosperó. Por allí pasaría la traza de la proyectada  Autopista 3 (Federico Lacroze-Autopista 25 de Mayo del Plan de Autopistas Urbanas del intendente Osvaldo Cacciatore), que no se llegó a construir. Luego, el predio fue vendido a la Empresa Central El Rápido-TATA.

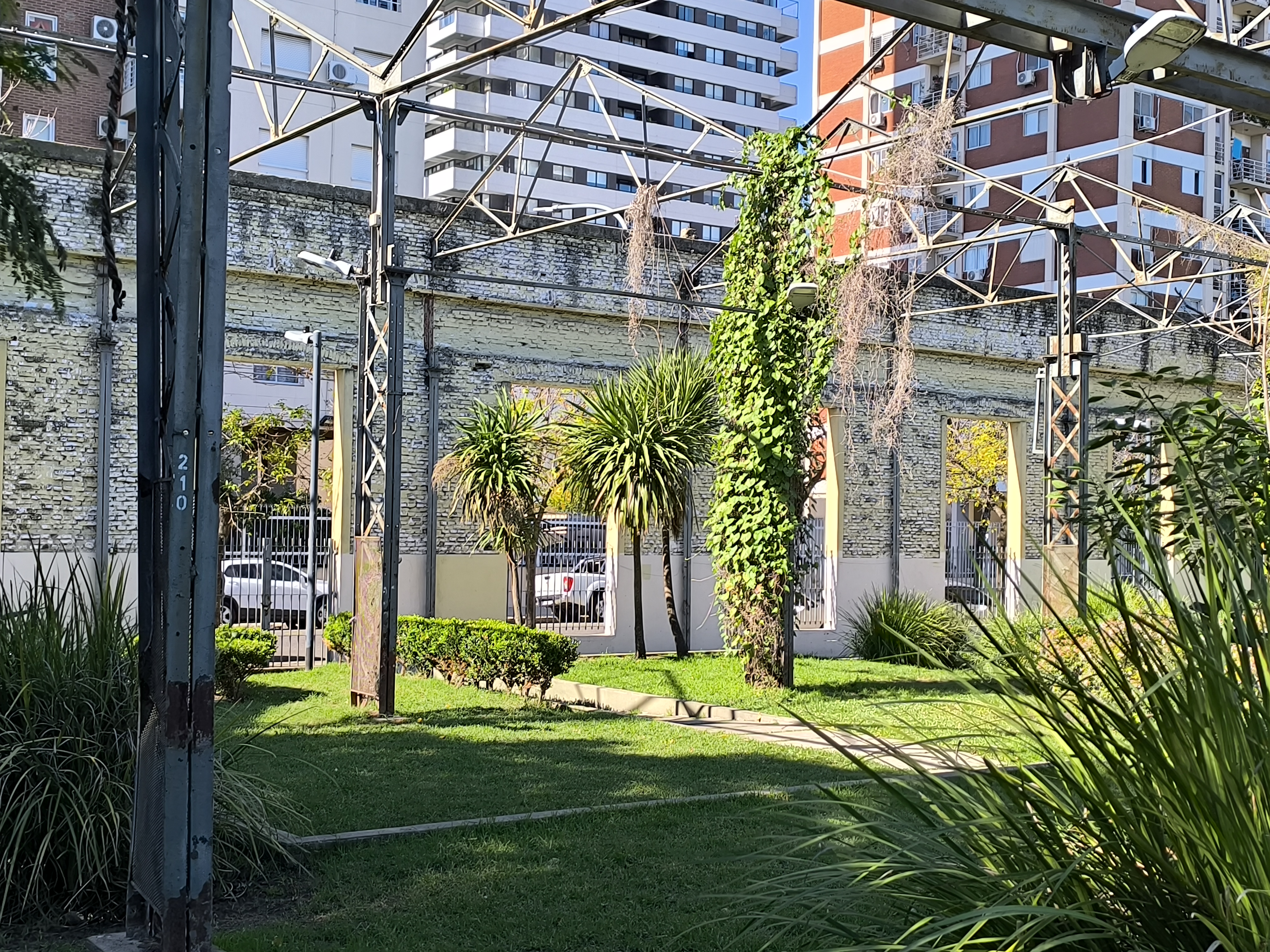
Actual Plaza Mariano Boedo, emplazada en donde se ubicaba la Estación Vail.

En 2006, luego de una serie de disputas sobre su futuro, y a partir de la lucha de organizaciones sociales como la Asociación Todos por la Plaza Boedo, se logró una ley de la Legislatura de la Ciudad de Buenos Aires que declaró de utilidad pública y sujeto a expropiación el predio de la estación Vail, sobre el que se construyó una plaza, inaugurada en 2011 con la denominación de Plaza Mariano Boedo.